# Carl Wilhelm Luther
Carl Wilhelm Luther (* 23. Junijul. / 5. Juli 1859greg. in Tallinn, Gouvernement Estland; † 10. Juni 1903 in Berlin) war ein deutschbaltischer Ingenieur und Industrieller.

## Leben und Unternehmertum
Carl Wilhelm Luther wurde als Sohn des deutschbaltischen Kaufmanns und Unternehmers Alexander Martin Luther (1810–1876) und seiner Frau Henriette Caroline Luther, geb. Steding, (1825–1905) in der estnischen Hauptstadt geboren. Carls älterer Bruder war der Unternehmer Christian Wilhelm Luther (1857–1914), mit dem Carl zeitlebens privat wie geschäftlich eng verbunden blieb.
Der einflussreiche und wirtschaftlich aufstrebende Vater war im Laufe des 19. Jahrhunderts durch seinen Baustoff- und Holzhandel zu einem der führenden Kaufleute und Politiker der estnischen Hauptstadt Tallinn (deutsch Reval) aufgestiegen. Er war einer der ersten Industriellen Estlands, der modernste Maschinen einsetzte.
Der Vater investierte viel in die Ausbildung seiner Kinder. Carl Wilhelm Luther schloss 1885 das Polytechnikum in der livländischen Hauptstadt Riga im Fach Maschinenbau ab. Anschließend arbeitete der frischgebackene Ingenieur in der russischen Hauptstadt Sankt Petersburg, bevor er nach Estland zurückkehrte.

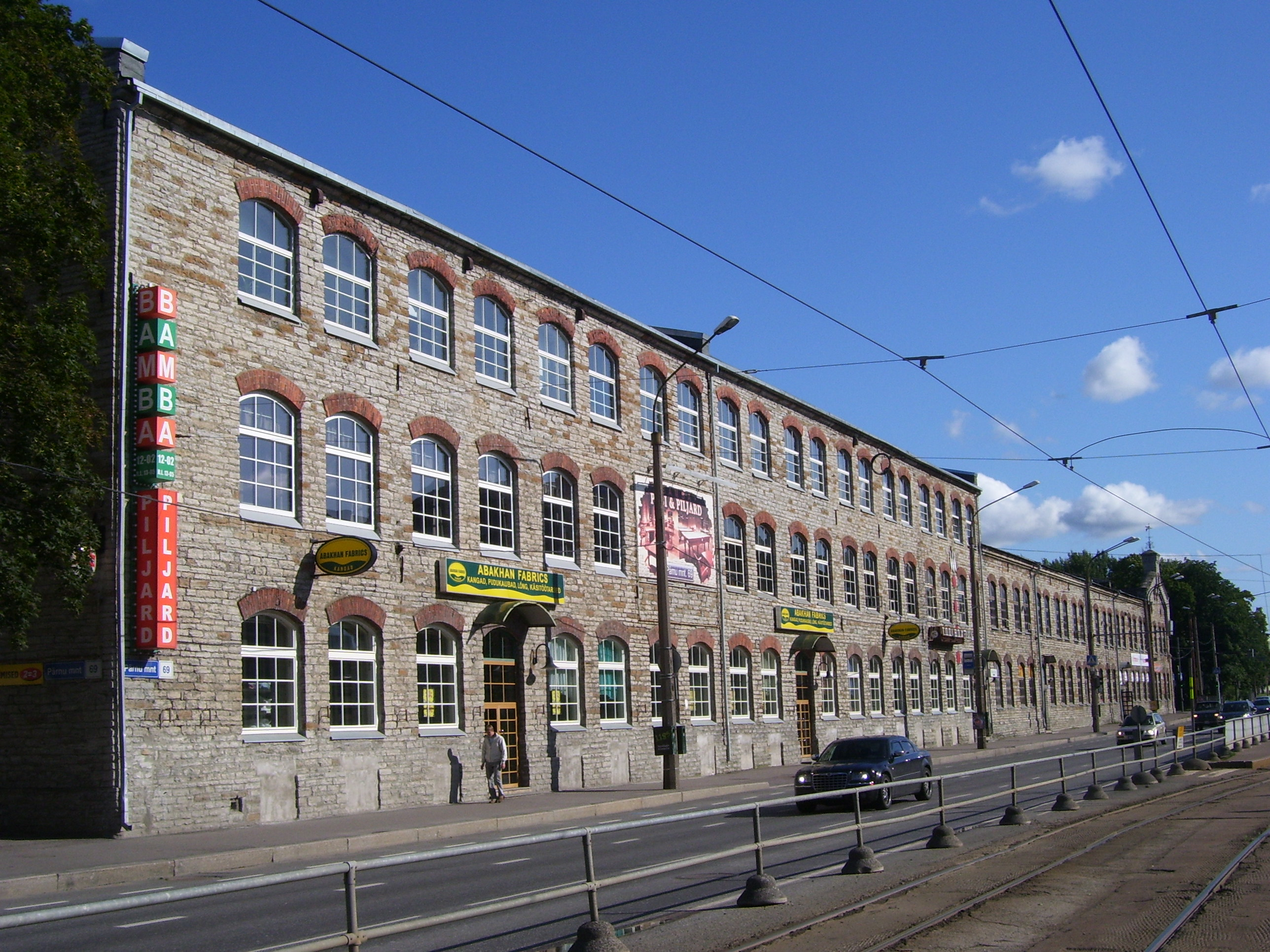
Die ehemaligen Fabriksgebäude der Firma A.M. Luther im Tallinner Stadtbezirk Veerenni

1887 wurde Carl Wilhelm Luther Teilhaber der holzverarbeitenden Fabrik, die sein Bruder Christian Wilhelm Luther nach dem Tod des Vaters Alexander Martin Luther weitergeführt und erweitert hatte.
Carl wurde technischer Leiter des florierenden Holz- und Möbelunternehmens, das sich ab 1884 auf Furnier spezialisiert hatte, ein Novum im damaligen russischen Reich. Er konstruierte Spezialmaschinen für die Furnierherstellung. Die florierende Firma expandierte in Tallinn rasch. Hinzu kamen unter anderem ein eigenes Kraftwerk, eine Trocknungsanlage für Holz, Sägewerke und umfangreiche Fabrikgebäude für die Massenherstellung von Möbeln.
1898 wurde die Firma in die Aktiengesellschaft AS A.M. Luther umgewandelt, deren technischer Direktor Carl Wilhelm Luther wurde. Die Erfindung und Patentierung von wasserfestem Furnierleim durch einen Vetter der Brüder Luther gab der Firma weiteren Schwung. Sie stellte von nun an auch Reisekoffer, Hutschachteln, Eimer und andere Gebrauchsgegenstände her, später auch Flugzeug-, Auto- und Eisenbahnteile. Für den englischen Exportmarkt produzierte sie Kisten zum Transport von Tee. In London wurde 1897 die Exportfirma Venesta (für „Veneer + Estonia“) gegründet, die das alleinige Vertriebsrecht der Produkte im britischen Empire besaß.
Gemeinsam mit seinem Bruder Christian gründete Carl Luther im April 1899 die Fabrik Volta in Tallinn, die sich auf die Herstellung von Elektromotoren und -generatoren für den russischen Markt konzentrierte. Er bekleidete gemeinsam mit ihm das Amt des Direktors der Aktiengesellschaft.
Beide Brüder nahmen an der Weltausstellung im Jahr 1900 in Paris teil. Drei Jahre später verstarb der noch junge Carl Wilhelm Luther in Berlin.